# Léon Jost
Pour les articles homonymes, voir Jost.
Léon Jost, né le 14 novembre 1884 et mort le 22 octobre 1941 à Nantes, est un des 48 otages fusillés par l'Armée allemande lors de la Seconde Guerre mondiale, en représailles de l'exécution du Feldkommandant de Nantes le 20 octobre.

## Biographie
Léon Jost est le fils d'un responsable de la biscuiterie Lefèvre-Utile. Il est élève du lycée de Nantes de la 8e au baccalauréat (section Moderne). Il entre à la biscuiterie dont il devient lui-même un cadre important : en 1940, il est à la fois directeur de la fabrication et chef du personnel.
Mobilisé pendant la Première Guerre mondiale, il est blessé en 1915 et subit l'amputation de la jambe gauche. 
Léon Jost est ensuite responsable aux niveaux local, départemental et national d'associations d'Anciens Combattants, notamment de l'Union nationale des mutilés et réformés. 
Après l'armistice de juin 1940, il entre dans le Comité d'aide aux prisonniers qui intervient pour adoucir le sort des soldats français prisonniers, détenus au quartier Richemont à Nantes et dans les camps de Château-Bougon à Bouguenais et de Châteaubriant. Près de 70 tonnes de nourriture sont collectées et de nombreux camions citernes alimentent les camps en eau potable. 
Mais, sous le couvert de cette activité humanitaire, se cache une filière d'évasion qui permet à 2 248 prisonniers de gagner la zone libre et l'Angleterre. Le 15 janvier 1941, Léon Jost est arrêté pour ces activités à Nantes, jugé et condamné à une peine de prison. 
Le 20 octobre 1941, le Feldkommandant Karl Hotz est abattu à Nantes par un groupe de résistants. Les Allemands décident que 50 otages seront fusillés immédiatement. Léon Jost est inclus dans la liste des otages. Il est fusillé le 22 octobre au champ de tir du Bêle à Nantes avec 15 autres otages, tandis que 27 le sont à Châteaubriant et cinq à Paris.

## Publication
Pendant sa détention en prison, Léon Jost a écrit des souvenirs qui ont été édités :
- Un dernier tour en ville : un Nantais, de la Belle Epoque aux cinquante otages, Thonon-les-Bains, Haute-Savoie, Editions de l'Albaron, 1991, 302 p. (ISBN 978-2-908-52827-5, OCLC 231428535).

## Distinctions
- Commandeur de la Légion d'honneur (1939)[4]
- Médaille militaire (1936)
- Croix de guerre 1914–1918 avec palme
- Croix de guerre 1939–1945 avec palme
- Insigne des blessés militaires (au titre de la première Guerre mondiale)
- Médaille commémorative de la guerre 1914–1918
- Médaille interalliée de la Victoire
- Médaille commémorative française de la guerre 1939–1945 avec agrafe "Libération" (à titre posthume)

## Hommages
- La rue des Fraises à Nantes a été renommée rue Léon-Jost en 1946.
- À Paris, dans le 17e arrondissement, la rue Roussel a été renommée rue Léon-Jost.